# Boeing E-6 Mercury
De Boeing E-6B Mercury is de opvolger van twee afzonderlijke toestellen en combineert tegenwoordig de taken van de verouderde Boeing EC-135 Looking Glass Airborne Command Post (ABNCP) van Strategic Command en de E-6A Take Charge And Move Out (TACAMO) communicatierelaistaak van de USN.

## Geschiedenis
Het modificatieprogramma voor de E-6 als vliegende commandopost werd gestart om de operationele apparatuur van de EC-135 van het Strategic Command te koppelen aan de TACAMO-capaciteit van de verouderde marine-EC-130G’s en de latere E-6A’s. Na de conversie werd de aanduiding E-6A gewijzigd naar E-6B. Het verschil werd veroorzaakt door de toevoeging van de extra werkposities voor de operationele staf en de hiervoor benodigde speciale apparatuur.
Een E-6B kan voor twee missies worden gebruikt
- Zijn oorspronkelijke E-6A US Navy TACAMO-missie.
- Inzet als vliegende strategische commandopost, hij is hiervoor uitgerust met een airborne launch control system (ALCS) waarmee alle op het land gestationeerde ICBM's kunnen worden gelanceerd.

Met de E-6B werd Command, Control & Communications (C3)-faciliteit voor de krijgsmacht onder alle mogelijke vredes- en oorlogsomstandigheden via meerdere frequentiebanden zeker gesteld.
De eerste E-6B werd in december 1997 afgeleverd en de E-6B ving met de dubbele operationele taak aan in oktober 1998. De gehele E-6 luchtvloot was in 2003 omgebouwd tot E-6B-standaardconfiguratie. STRATCOM heeft nu de mogelijkheid om zestien van deze toestellen in te zetten.
De toestellen opereren vanaf deze bases:
- Algemene operatiebasis, Tinker AFB
- ABNCP/TACAMO westkust alarmstatus, Travis AFB
- ABNCP/TACAMO oostkust alarmstatus, Patuxent River

## Het Orbit Improvement Program (OIP)
Om de E-6A TACAMO (communicatierelais)missie voor de marine te kunnen uitvoeren wordt tijdens het vliegen in een vast vliegpatroon een dubbele draadantenne uitgerold en meegesleept waarmee op VLF-signalen naar de onder water varende kernonderzeeërs worden gestuurd. Voor een goede signaaloverdracht is het hierbij uiterst belangrijk dat de draadantennes tijdens de vlucht zo veel mogelijk verticaal gepolariseerd blijven om een zo goed mogelijke dekking in de Very Low Frequency (VLF)-band te verkrijgen en te behouden.
Bij de E-6A trad geregeld een probleem op tijdens het vliegen van een bepaald patroon. Door de variabele hellinghoek van het toestel maakten de antennedraden contact met de staart van het toestel waardoor de verbinding steeds onderbroken werd. Om dit euvel te verhelpen waren modificaties noodzakelijk. Onder de naam E-6A Orbit Improvement Program werd deze tekortkoming bij de E-6A opgeheven.
De modificatie bestond uit de installatie van een automatisch gasregelsysteem gekoppeld aan een softwareverbetering van het Flight Management Computer System (FMCS) van het toestel. Het FMCS werd middels een speciaal algoritme zodanig aangepast dat het naadloos aansloot op de digitale automatische piloot en tevens luisterde naar zijn eigen failsafe-instructies. De modificaties vormden finetuning van hellingshoek en snelheid van het toestel waarmee met maximale precisie een patroon kon worden gevlogen waarbij de draadantennes zo lang mogelijk benut konden worden en waarbij een constante verbinding met de strategische strijdkrachten gewaarborgd bleef. Hiervoor werd speciaal een op de bestaande commerciële Boeing 737-uitrusting gebaseerd automatisch gasregelsysteem ontwikkeld.
De productie van het toestel liep vanaf 1995 t/m 1998 en besloeg 15 compleet ingerichte toestellen en 3 trainers; dit was een aanvulling op de reeds in eerder stadium geleverde 16 toestellen. Middels het Orbit Improvement Program kunnen de E-6 Mercury's de huidige en toekomstige taken op een betrouwbare wijze uitvoeren.

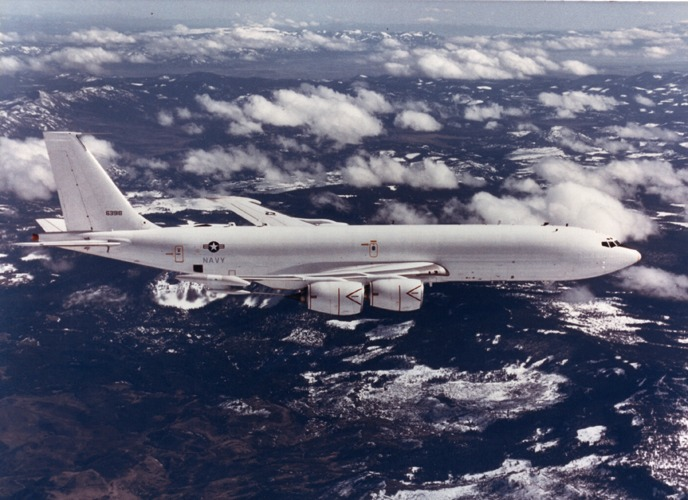
Marine E-6A Mercury

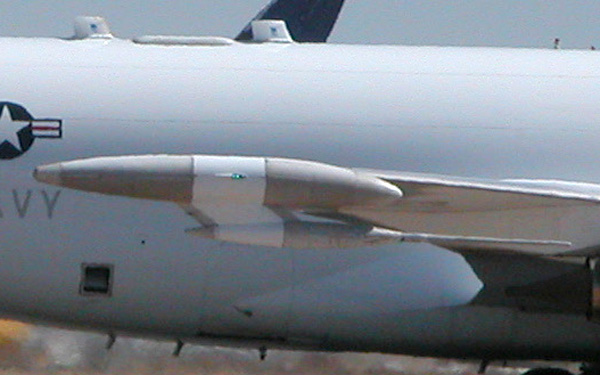
E-6 detail voor de TACAMO rol

## Bemanning
Een E-6-bemanning bestaat uit 5 marineofficieren, 9 onderofficieren en maximaal 4 man in opleiding tijdens de TACAMO-missie. In de TACAMO-communicatierol vliegt een E-6 onder USN-commando gedurende circa 15 dagen zelfstandige willekeurige missies vanuit diverse plaatsen. Iedere ingezette bemanning is gedurende deze tijd behalve voor brandstof en voeding volledig zelfvoorzienend. De missie vereist een 24/7 personeelsinzet boven de Atlantische Oceaan en de Stille Oceaan.
Voor inzet als ABNCP gaan twee toestellen naar Offutt Airbase om de operationele staf en de ALCS-componenten op te halen; daarna komen deze toestellen op alarmstatus en is er continu 1 toestel in de lucht en 1 stand-by op de grond. Het algemene systeemonderhoud wordt op de grond en in de vlucht uitgevoerd door een toegevoegd aantal technisch specialisten. Het ALCS-onderhoud is echter voorbehouden aan gespecialiseerd USAF-personeel. Tijdens de ABNCP-missie bestaat de E-6-bemanning uit 5 marineofficieren en 9 onderofficieren aangevuld met de operationele STRATCOM-staf van 8 luchtmachtmilitairen. De inzet als ABNCP duurt 4 weken, het personeel is op 24/7-basis geconsigneerd en een E-6 staat altijd onder commando van STRATCOM.
De E-6-bemanningstraining wordt gevolgd bij het USAF Contract Flight Crew Training System (CFCTS) op Tinker Airbase, Oklahoma. CFCTS verzorgt het programmaonderhoud, de bemanningsinstructie, de systeemwerking en het systeemonderhoud en ondersteunt de Naval Training Support Unit (NTSU). De CFCT-uitrusting bestaat uit twee Operational Flight Trainers (OFT's), het Academic Training System (ATS) en twee In Flight Trainer (IFT) TC-18F-vliegtuigen. CFCTS verzorgt tevens grondtraining aan piloten, navigatoren en boordtechnici ten behoeve van hun primaire kwalificatie, maar ook bijscholing, basis- en vervolgopleidingen voor de instructeurs, technische grondopleidingen en praktische opleidingen voor boordtechnici.
De Naval Training Support Unit NTSU levert de Airborne Communications Officer (ACO) en de TACAMO-operator, de boordtechnicus, de spoeloperator en de grondtraining. NTSU levert daarnaast eveneens al het squadrononderhoudspersoneel en de onderhoudstraining van de E-6-toestellen en hun subsystemen en de Intermediate ("I") niveautraining op de Mission Avionics System (MAS)-uitrusting.

## Aanpassing tot vliegende commandopost
Na een jaar durende marineanalyse volgde een ontwerp tot E-6B-vliegende-commandopost. De modificatie werd uitgevoerd door Raytheon E-Systems (RESY) en leverde als E-6B ook een aanzienlijke prestatieverbetering op voor de TACAMO-taken.
Gebaseerd op de onderzoeksresultaten ving het TACAMO-vervangingsprogramma aan en werden de eerste twee toestellen van een totale serie van 16 stuks in 1984 besteld. Het was voorheen niet gebruikelijk dat belangrijke delen van communicatiesystemen uit de oude toestellen, in dit geval uit de oude EC-130G’s, werden verwijderd en in de E-6A’s tijdens de bouw werden overgezet.
Ook werden mogelijkheden benut die voorheen alleen in de E-3-airframes waren verwerkt; zoals het koppelstuk voor bijtanken in de lucht boven in de romp vlak achter de cockpit. Er werd een speciale deur in de voorzijde van de romp gemaakt om grote reservedelen naar afgelegen gebied te kunnen transporteren. Er werden voorzieningen aangelegd voor twee sleepdraadantennes; een vanuit het midden van de romp en een vanuit de staartkegel. Het toestel kreeg grote pods voor speciale elektronica aan de vleugeltippen. De structurele wijzigingen in de romp voor de verbindingsmiddelen en voor het beter weerbaar maken tegen elektromagnetische puls en tegen atoomexplosies – zoals deze al zijn toegepast in de Boeing E-3 - zijn echter niet van buiten zichtbaar.

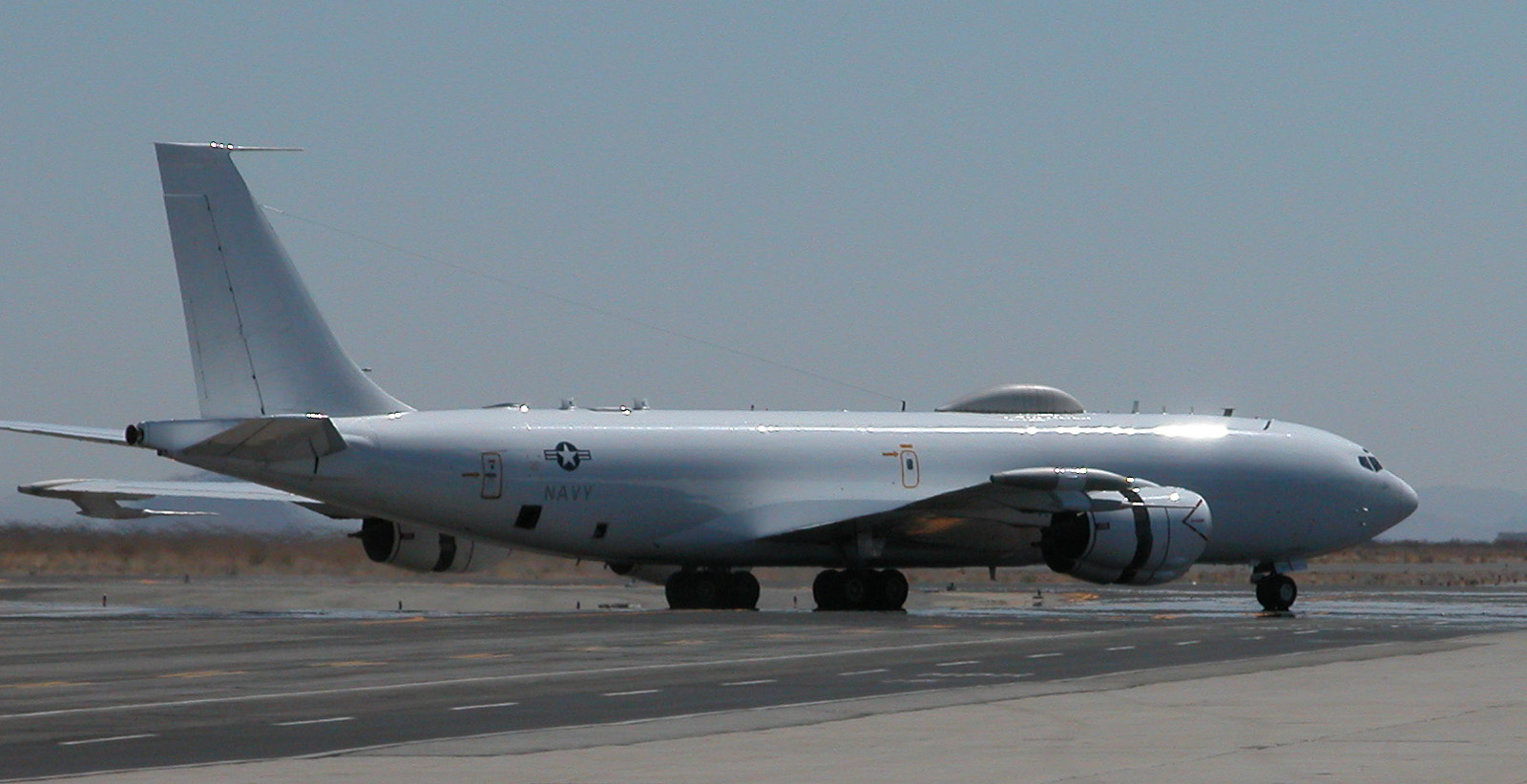
E-6B

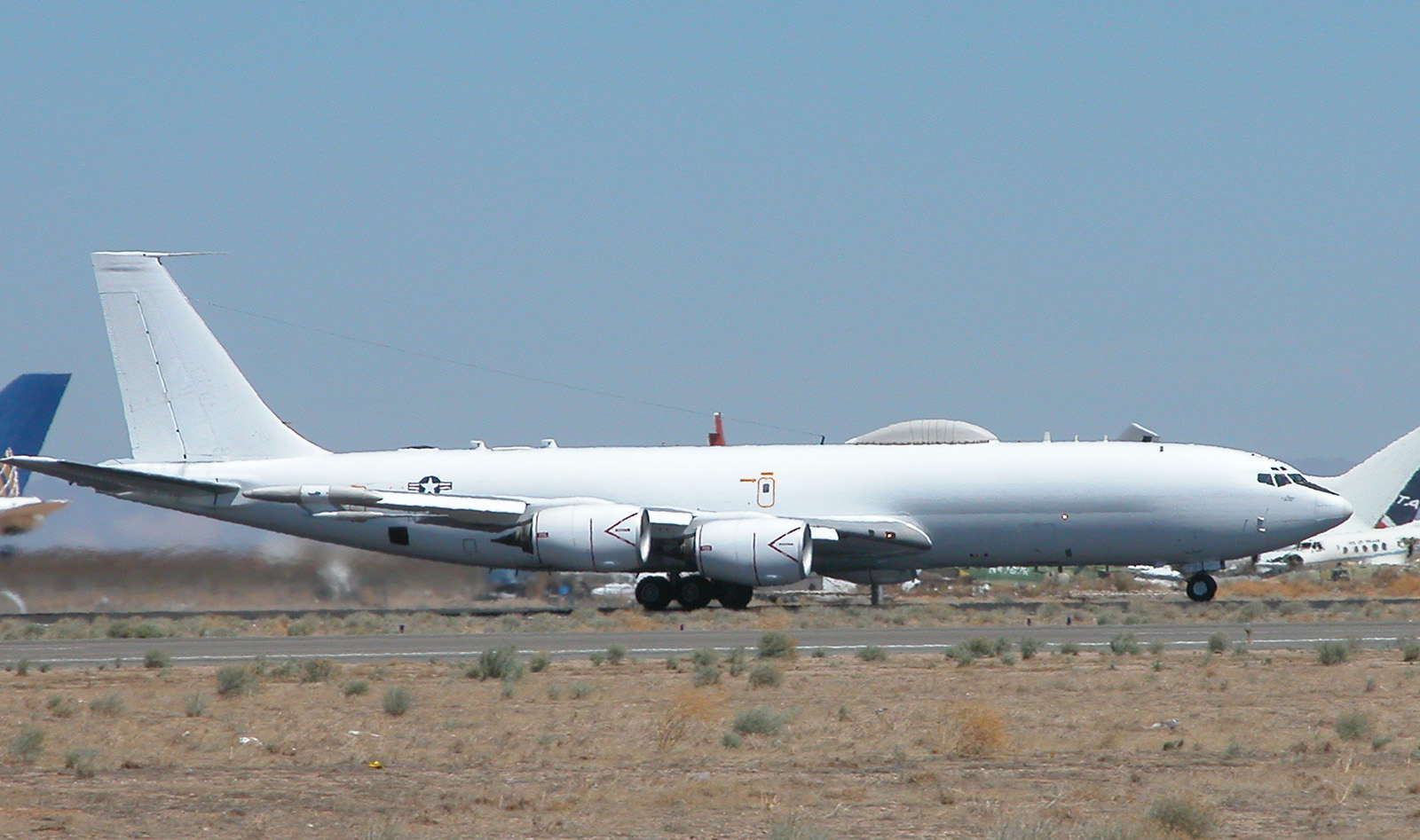
E-6 Mercury

De eerste E-6A werd in december 1986 geleverd en vloog in februari 1987 voor het eerst in Seattle. Hierna werd het voor het testen van het systeemontwerp overgevlogen naar het marine testcentrum Patuxent River. De operationele test en evaluatie werden uitgevoerd door VX-1 waarna in augustus 1989 de eerste leveringen aan VQ-3 plaatsvonden.
De trainingen van de bemanningen werden uitgevoerd met commerciële 707-320’s zodat transitie naar een operationeel squadron overbodig werd; dit was noodzakelijk om de benodigde strategische operationele capaciteit te kunnen behouden.
Door RESY werden diverse bestaande en nieuwe systemen van de E-6 met elkaar geïntegreerd.
- Het Airborne Launch Control System (ALCS) werkt op Ultra High Frequency (UHF) Communications, Command and Control (C3) radio’s en stelt de E-6B hiermee in staat om als Airborne Launch Control Center (een vliegende lanceerpost) te functioneren. Het ALCS-systeem beïnvloedt de operationele status van de raketten in de raketsilo’s of wijzigt lanceercodes en doelprogrammering.
- Het UHF C3 Radio Subsysteem combineert 3 UHF-transceivers die 1000 watt duplextransmissies in amplitudemodulatie (AM) of in frequentiemodulatie (FM) leveren. De uitzendingen kunnen gelijktijdig over afzonderlijke kanalen in allerlei golfbereiken plaatsvinden via UHF-multiplexuitzending, via ALCS, via gewone UHFAM-“zicht”-verbinding en via satellietcommunicatie (SATCOM) naar de vloot op vaste ontvangstkanalen.
- Het Digital Airborne Intercommunications Switching System (DAISS) levert een geautomatiseerde audioverdeling en controle/configuratie van de communicatieapparatuur die voor een ABNCP-missie en voor een TACAMO-missie vereist zijn.
- Het Military Strategic Tactical And Relay (MILSTAR) Airborne Terminal System levert een uitstekende koppeling op van de Extremely high frequency (EHF), de Super high frequency (SHF) en de Ultra High Frequency (UHF)-radiosystemen voor het nucleair bestendige MILSTAR-satellietsysteem.
- Het Mission Computer System (MCS) verbetert door een zeer gebruiksvriendelijke verwerking de berichtafhandeling bij ontvangst, bewerking, opslag en verzending van routine en van emergency action messages.
- De UHF Satellite Communication Unit (SATCOM) ontvangstupgrade vervangt de bestaande OE-242-antennecontrole-unit door een beter presterende versie.
- Het Time/Frequency Standards Distribution System (TSDS) verving de bestaande TACAMO-tijdsaanduiding en levert ontvangst en verzending van de accurate universeel gecoördineerde tijd van het Global Positioning System. Deze tijd wordt per puls per seconde met een precisiesignaal 5 mHz[bron?] van als referentie afgegeven. Hiermee kunnen de gebruikte VLF- en UHF-communicatiemiddelen zeer nauwkeurig worden afgestemd.
- De Hi-power transmitter set vervangt de bestaande 200 kilowatt VLF high-powerversterker en de dubbele sleepantenne en biedt een betrouwbaarder systeem met meer capaciteit in het lage-frequentiespectrum.
- Systeemuitrusting met 3-voudig beveiligde MIL-STD-1553B databussen maakt ook toegankelijkheid voor alle toekomstige modificaties in het E-6B-wapensysteem mogelijk.

## Toekomst
De E-6B was voorzien om samen met de Boeing E-8 JSTARS en de Boeing E-3 Sentry vanaf 2015 geleidelijk te vervangen door het Boeing E-10 Multisensor Command & Control Aircraft, maar dit is in 2007 door bezuiniging geschrapt door George H.W. Bush.